# Sandy Glacier
Der Sandy Glacier (englisch für Sandiger Gletscher) ist mit einer Länge von 600 m und einer Breite von 75 m ein sehr kleiner Gletscher im ostantarktischen Viktorialand. In der Olympus Range liegt er 1 km östlich des Mount Orestes.
Der US-amerikanische Geologe Wakefield Dort Jr. (* 1923) von der University of Kansas erkundete ihn zwischen 1965 und 1966 im Rahmen des United States Antarctic Research Program. Namensgebend sind die im Eis des Gletschers eingebetteten Sandschichten.